# محبوب بچه‌ها
محبوب بچه‌ها فیلمی به کارگردانی رضا بیک ایمانوردی، جواد طاهری و نویسندگی جمال امید محصول سال ۱۳۵۲ است.

## خلاصه داستان
رضا (رضا بیک ایمانوردی)، که در پرورشگاه بزرگ شده‌است، با همکاری چهار سارق تصمیم به سرقت گاو صندوق شرکتی را می‌گیرند و دختر بچه‌ای پرورشگاهی، به نام نازی (نازنین)، به ستاره (جمیله)، که خواننده مشهوری است، علاقه دارد...

## بازیگران
- رضا بیک ایمانوردی
- جمیله
- علی آزاد
- شهناز
- مهری ودادیان
- اکبر اصفهانی
- هوشنگ سلیم
- نازنین
- احمد نادری
- زری
- بیژن شوبیری
- نعمت‌اله گرجی
- ابراهیم سنابادی
- حشمتی
- غلام
- گل رخ
- عادله
- حمیده خیرآبادی
- محسن
- سهیلا
- تورج
- ناهید
- حمیرا
- موشی
- مهرداد
- آمنه